# Damtvåan (ishockey)
Damtvåan är den tredje högsta serien för damishockey i Sverige, tidigare även benämnd Division 2 Dam. Ligan finns i två grupper: Norra och Östra. På de flesta platser i landet är Damtvåan den lägsta serien, men Norra regionen arrangerar Damtrean sedan 2017. Efter att Svenska Ishockeyförbundet 2023 inrättat lokala damjuniorcuper och flera lag övergått att spela i dem lade Damtvåan södra ner.